# Plectranthus candelabriformis
Plectranthus candelabriformis là một loài thực vật có hoa trong họ Hoa môi. Loài này được Launert miêu tả khoa học đầu tiên năm 1968.